# 1. deild karla
1. deild karla är den näst högsta fotbollsligan för herrar på Island. Ligan grundades 1955 som 2. deild karla och bytte till sitt nuvarande namn 1997.
Ligan utökades från 10 till att inkludera 12 lag inför 2007 års säsong. De två bästa lagen blir uppflyttade till Úrvalsdeild och de två sämsta lagen blir nedflyttade till 2. deild karla.